# Seeing Through Sound (Pentimento Volume Two)
Seeing Through Sound (Pentimento Volume Two) ist ein Album von Jon Hassell. Die um 2019 entstandenen Aufnahmen erschienen 2020 auf Jon Hasells Label Ndeya. Es war die letzte Veröffentlichung des Trompeters, der im Juni 2021 starb.

## Hintergrund
Seeing Through Sound – Pentimento Volume Two ist die Fortsetzung von Hassells 2018 begonnenen „Pentimento“-Reihe, die mit Listening to Pictures begonnen wurde. Ein Großteil des Materials wurde auch während der Sessions für dieses Album  (Ndeya, 2018) aufgenommen. Die Struktur des folgenden Albums ist etwas anders als beim Vorgänger, immer noch acht Stücke, aber als eine Reihe von Szenen organisiert, notierte Mark Sullivan. Auch das Personal ist vielfältiger; neben einer Kerngruppe aus Rick Cox (E-Gitarre, Bassklarinette, Sample-Orchestrierung), John von Seggern (E-Bass, Synth, Keyboard-Samples) und Peter Freeman (E-Bass), die auf den meisten Tracks auftauchen, tragen eine Reihe von weiteren Musiker dazu bei, wie etwa Eivind Aarset, Adam Rudolph und Hugh Marsh oder die französische Electronic-Band Lightwave (im zweiten Titel).
Unter Pentimento versteht man das Wiedererscheinen in einem Gemälde durch das Abkratzen einer Farbschicht oder durch Röntgenuntersuchungen von früheren Bildern oder Pinselstrichen, die vom Künstler verändert oder übermalt wurden. Hassell verwendet den Begriff „für klangliche, visuelle und zeitliche Dimensionen, um das Musizieren in Bildern und Bilder in Musik zu beschreiben, das Alte wird zum Neuen und das Neue bekommt eine Patina des Alters“, schrieb Chis May. Hassell sagte, dass die Erkenntnis, dass er sich mit Pentimento beschäftigt, ihm während der Aufnahmen von Listening to Pictures gekommen sei.

„Ich habe viele Soundmanipulationen gemacht. Wenn ich im Studio bin und 24 Spuren verwende und die Software, die es heutzutage gibt, dann gibt es diese gigantische Soundbibliothek. Da hat die Idee von Pentimento in meiner Vorstellung Feuer gefangen. Ich dachte, was ist 24-Spuraufnahme noch außer Pentimento? Ebenen werden abgekratzt und andere Ebenen scheinen durch – oder Sie können ein zeitliches Pentimento à la Natalie Cole und Nat King Cole haben, so wie Natalie mit ihrem verstorbenen Vater ein virtuelles Duett in ‚Unforgettable‘ sang.“

## Titelliste
- Jon Hassell: Seeing Through Sound (Pentimento Volume Two) (NDEYA7)[4]
  1. Fearless – 8:04
  2. Moons of Titan – 4:23
  3. Unknown Wish – 2:53
  4. Delicado – 4:02
  5. Reykjavík – 2:16
  6. Cool Down Coda – 1:41
  7. Lunar – 6:38
  8. Timeless – 8:11
- Die Kompositionen stammen von Jon Hassell.

## Rezeption
Nach Ansicht von Chris May, der das Album in All About Jazz rezensierte, Formwandel, Zeitreisen und Transformatismus seien das, was Hassell schon immer getan habe, aber auf den beiden Pentimento-Alben hätten technologische Fortschritte größere Nuancen und Raffinesse ermöglicht. Wenn selbst die radikalsten Musiker ihr neuntes Jahrzehnt erreichen, würden nur wenige mehr Spitzenwerke abliefern, so der Autor. Aber der Trompeter, Elektroniker und Komponist Jon Hassell, in den 1960er Jahren Kollaborateur von Terry Riley und La Monte Young und in den 1970er Jahren Schöpfer der Musik von Fourth World, bleibe so waghalsig wie eh und je.
Ebenfalls in All About Jazz schrieb Mark Sullivan, Im Einklang mit dem Pentimento-Thema (in der bildenden Kunst der Prozess des Enthüllens früherer Bilder, die in einem Gemälde übermalt wurden) ist es wahrscheinlich fair zu sagen, dass der Star der Show in Wirklichkeit Hassells Bearbeitung ist, da er auf zuvor aufgenommenes Material schichtet und neu kombiniert, um neue Klangwelten zu schaffen.
Nach Ansicht von Ralf Dombrowski, der das Album in Jazz thing rezensierte, arbeite Hassell mit den „Unschärfen der Definierbarkeit“ von Musik. Für ihn seien Melodie, Textur, harmonische Spannung und vermeintliche Linearität der gestalterischen Entwicklung derart gleichwertig, dass die neun [sic!] Klangskizzen von „Seeing Through Sound“ mehr Installationen als Kompositionen ähneln. Elektronische Motive würden zu wechselnden Pulsen durch den Raum irrlichtern, manchmal streue der Trompeter, zumeist mit Harmonizer verfremdete, vervielfältigte Tonschichtungen in das Gefüge. Manches atme, anderes woge, viel unterschiedlich kontrastreicher Hall gliedere die Zusammenhänge. Minimalismus sei das falsche Wort für diese Musik, meint Dombrowski, dafür kommuniziere er zu viel beiläufig. Trotzdem höre man nur Nötiges, als Raumklangskulptur, die sich von den Lautsprechern aus ausdehne.
Thoralf Koß schrieb in Music Review, Seeing Through Sound – Pentimento Volume Two stamme von dem Sound-Visionär und Ausnahmetrompeter Jon Hassell, der nicht nur mit Brian Eno gemeinsam das Album Possible Musics schuf, sondern auch dessen Geist des atmosphärischen Minimalismus zwischen Ambient und Atmosphäre maximal ausfülle. Was Miles Davis für den Jazz war, sei Jon Hassell für die zeitgenössische Avantgarde- und Ambient-Musik. Das Resultat seien „experimentelle Trompeten-Ambient-Sounds, schwebend, minimalistisch und bedrückend sowie voller elektronischer Effekthaschereien plus Samples, denen zugleich Klarinetten, E-Gitarren und Bässe, Percussion, Violinen und Orchestrales begegnen und ineinander verfließen“.
Tim Caspar Boehme schrieb, man könne in seinen jüngsten Beiträgen zur heißen Klangfusion aus verfremdeter Trompete und weiterer Elektronik allemal Ambient-„Wolken vorbeiziehen“ hören oder genauer: sehen, desgleichen ein „Dickicht“ aus beiläufig dahingeworfenen Polyrhythmen, die wie ein akustisches Mobile ihre Relationen untereinander in beständiger Bewegung verändern würden. Jon Hassell zeige sich jedenfalls in Hochform; er halte seine bewährte Mischung aus ethnomusikalischen Elementen, Jazz und freien synthetischen Zutaten frei von Weltmusik- oder Ambient-Klischees. Dafür erlebe man ein Vertiefen in einen ganz eigenen Ansatz.
Andy Beta (Pitchfork Media) meinte, während sich die musikalische Szenerie in den letzten 50 Jahren ständig verändert habe, sei Hassell ein Katalysator für dynamische Fusionen geblieben. Seeing Through Sound (Pentimento Volume Two) lehne sich an vertraute Ideen an und strebe gleichzeitig nach vorne. In seinen faszinierendsten Momenten rutsche Hassell in den Memoirenmodus und lässt alte Tropen aus seiner Vergangenheit wieder lebendig werden.